# Takin' It Back (álbum de Meghan Trainor)
Takin' It Back é o quinto álbum de estúdio da cantora e compositora americana Meghan Trainor, lançado pela Epic Records em 21 de outubro de 2022. Trainor trabalhou com produtores como Federico Vindver, Gian Stone, Kid Harpoon e Tyler Johnson. O álbum conta com participações de Scott Hoying, Teddy Swims, Theron Theron, Natti Natasha e Arturo Sandoval. Musicalmente, Takin' It Back apresenta uma sonoridade inspirada no doo-wop e no bubblegum pop, sendo concebido por Trainor como um retorno ao estilo de seu primeiro álbum de estúdio por uma grande gravadora, Title (2015), especialmente após a faixa-título ter se tornado viral no TikTok. Liricamente, o álbum aborda temas como maternidade e autoaceitação.
Trainor promoveu Takin' It Back por meio de aparições públicas e apresentações em programas de televisão como The Today Show e The Tonight Show Starring Jimmy Fallon. O álbum foi impulsionado pelo lançamento de dois singles: "Bad for Me" e "Made You Look". Este último alcançou a 11ª posição na Billboard Hot 100 dos EUA, tornando-se a primeira música de Trainor a entrar no top 20 desde 2016, além de figurar no top 10 em outros países. Os críticos elogiaram o álbum por demonstrar a maturidade e o crescimento de Trainor ao longo de sua carreira, assim como sua musicalidade. No entanto, houve divergências sobre se o projeto representava uma real evolução em relação aos seus trabalhos anteriores. Takin' It Back estreou na 16ª posição da Billboard 200 dos EUA e alcançou o top 40 em países como Austrália, Canadá, Dinamarca, Holanda e Noruega. Uma edição deluxe do álbum, apoiada pelo single "Mother", foi lançada em 10 de março de 2023.

## Antecedentes e desenvolvimento

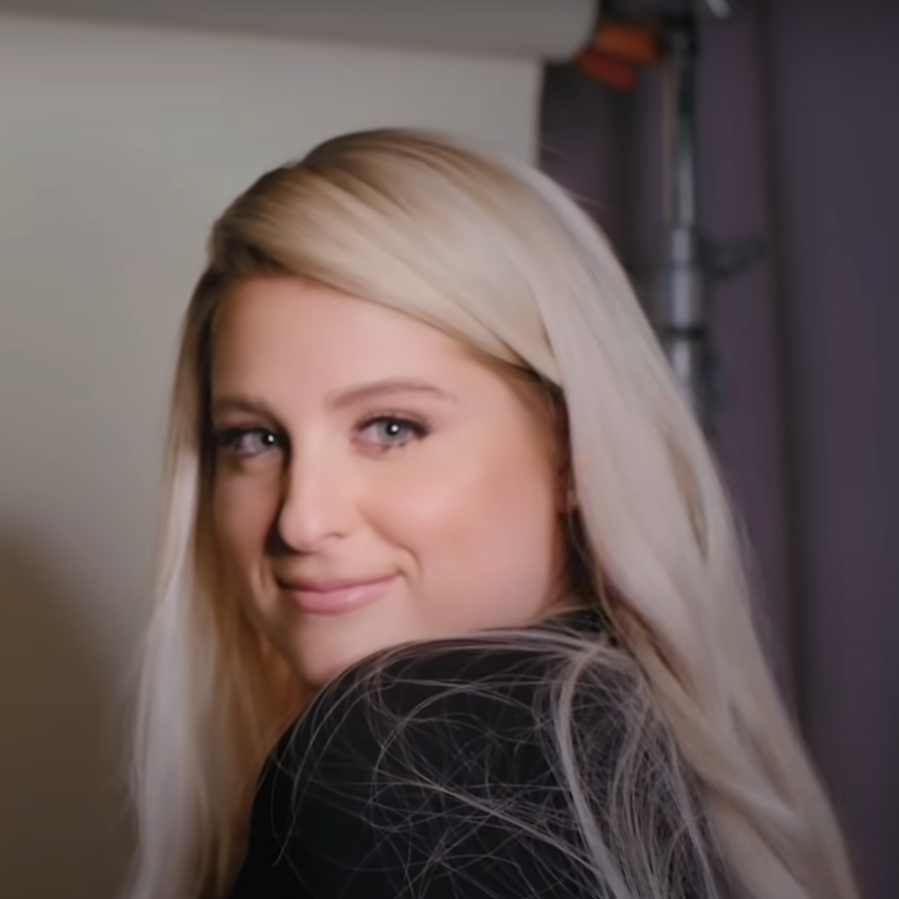
Meghan Trainor (fotografada em 2020) começou a compor as músicas incluídas em Takin' It Back sozinha e possui créditos de composição em todas elas.

Meghan Trainor alcançou sucesso comercial com seu primeiro álbum de estúdio por uma grande gravadora, Title (2015), que gerou três singles no top 10 da Billboard Hot 100 dos EUA. No entanto, enfrentou dificuldades ao criar seu terceiro álbum com a Epic Records, Treat Myself (2020), reescrevendo-o quatro vezes para tentar se adaptar às mudanças do mercado musical após o desempenho abaixo do esperado de seus singles anteriores. Em 2021, depois que a música "Title" se tornou viral no TikTok, Trainor anunciou sua intenção de retornar ao som doo-wop desse álbum em seu quinto álbum de estúdio por uma grande gravadora. O TikTok teve grande influência em seu processo criativo, levando-a a compor músicas que pudessem ressoar com o público da plataforma. Trainor ganhou popularidade na rede social ao compartilhar regularmente vídeos e outros conteúdos com o influenciador Chris Olsen. Após métodos tradicionais de promoção não surtirem efeito em seu álbum anterior, ela passou a usar o TikTok para se conectar com audiências globais e começou a planejar "dias de TikTok", nos quais gravava conteúdos específicos para a plataforma.
Os produtores de Takin' It Back incluem Meghan Trainor e seu irmão Justin, além de Federico Vindver, Gian Stone, Teddy Geiger, Afterhrs, Rafa, Kid Harpoon e Tyler Johnson. Vindver, que produziu três faixas para o álbum natalino A Very Trainor Christmas (2020), contribuiu com oito faixas neste projeto. Trainor sempre quis trabalhar com Gian Stone desde que ouviu sua produção no single "Stuck with U" (2020) de Ariana Grande e Justin Bieber. No álbum Takin' It Back, Stone produziu quatro faixas da edição padrão. Durante o processo de composição, Trainor escrevia um refrão para cada música antes das sessões de gravação, mas frequentemente duvidava da qualidade de seu próprio trabalho. Em álbuns anteriores, seus colaboradores descartavam ideias que ela trazia para as sessões, o que a motivou a começar o material de Takin' It Back sozinha. Ela acredita que sua habilidade como compositora melhorou após passar por uma cesariana no nascimento de seu filho, pois aprendeu a amar seu corpo novamente, mesmo com as cicatrizes e estrias que adquiriu.
Após a compositora Mozella dizer a Meghan Trainor que outros artistas queriam emular seu característico som doo-wop, elas escreveram a música "Don't I Make It Look Easy". Trainor sentiu que a faixa traria alegria aos ouvintes, assim como aconteceu com "Dear Future Husband" (2015), e decidiu nomear o álbum como Takin' It Back. Ela descreveu o material do álbum como composto por "músicas grandes e poderosas, que significam muito", abordando sua experiência com a maternidade e a aceitação de "não ser perfeita o tempo todo". Trainor afirmou: "É um álbum fiel a mim mesma, com todos os gêneros diferentes que gosto de explorar, mas também moderno, com meu toque de doo-wop. As letras estão mais fortes do que nunca, e ainda é uma festa."

## Composição
A edição digital de Takin' It Back contém 16 faixas, enquanto a versão física exclusiva da Target inclui a faixa adicional "Remind Me". O álbum apresenta predominantemente um som inspirado no doo-wop e no bubblegum pop. Stephen Thomas Erlewine, do AllMusic, escreveu que Takin' It Back utiliza elementos eletrônicos de forma mínima e é composto, em grande parte, por faixas que evocam um estilo retrô, mas com uma abordagem contemporânea. Peter Piatkowski, do PopMatters, observou que, além das influências dos anos 1950, o álbum também remete à Motown, à música da Brill Building de Carole King e ao pop dos anos 1970.
A faixa de abertura, "Sensitive", é uma música a cappella com influências dos anos 1950, construída sobre harmonias vocais e com participação do cantor americano Scott Hoying. "Made You Look" é uma canção de doo-wop que remete a estilos mais antigos da música popular, inspirada nas inseguranças de Trainor com sua imagem corporal após a gravidez e em um desafio de sua terapeuta para que ela se olhasse nua no espelho por cinco minutos. Ela escreveu a faixa-título sobre trazer de volta a música da velha escola, que apresentava mais instrumentos reais. Sua produção incorpora elementos digitais e batidas modernas de R&B. A quarta faixa, "Don't I Make It Look Easy", possui percussão marcante e elementos de R&B; sua letra fala sobre como Trainor faz suas responsabilidades como mãe parecerem fáceis, semelhante à forma como as pessoas compartilham apenas seus melhores momentos nas redes sociais. "Shook" fala sobre sua confiança em sua aparência e faz referência ao seu corpo. "Bad for Me", com participação de Teddy Swims, é uma canção pop com influências do gospel, acompanhada por piano e violão acústico. A música trata do afastamento de um membro tóxico da família. A sétima faixa, "Superwoman", é uma balada na qual Trainor enfatiza as diversas identidades e espaços pelos quais as mulheres transitam. Piatkowski a descreveu como "um poema profundamente aberto e vulnerável sobre uma mulher tentando ser tudo para todos", rejeitando narrativas típicas sobre mulheres como "girlbosses" e reconhecendo as dificuldades que enfrentam. "Rainbow", uma música sobre assumir-se e autoaceitação, começa como uma balada lenta ao piano e, na metade da faixa, se transforma em uma canção doo-wop.
A nona faixa, "Breezy", é uma música reggae com participação de Theron Theron, incorporando metais elegantes e riffs de piano cintilantes. "Mama Wanna Mambo" conta com as participações especiais de Natti Natasha e Arturo Sandoval, sendo inspirada no single "Papa Loves Mambo" (1954) de Perry Como. A música é um reggaeton sobre mães que desejam uma pausa para dançar enquanto cuidam de seus filhos. Em "Drama Queen", Trainor exige lealdade de seu parceiro e garante que seu comportamento excessivamente dramático é apenas uma expressão de amor. Na 12ª faixa, "While You're Young", ela tranquiliza sua versão adolescente de que seus sonhos se tornarão realidade e incentiva aqueles que se sentem inseguros ou inadequados a aprender com a experiência, dizendo: "Cometa erros, dê um descanso ao seu coração." "Lucky" fala sobre a gratidão por ter alguém especial na vida. "Dance About It" é uma canção de disco funk com influências dos anos 1970, descrita por Erlewine como tendo um "pulso de discoteca com bola de espelhos".
"Remind Me" foi a primeira música que Trainor escreveu para o álbum, em um momento em que ela estava lidando com dúvidas sobre si mesma: "Eu estava tipo, estou perdida. Sinto que perdi meu poder. Não consigo olhar para mim mesma agora. Estou lutando mais do que nunca. E eu preciso que meu marido e as pessoas que me amam me lembrem de que sou incrível, porque não me sinto incrível." Takin' It Back se encerra com "Final Breath", uma balada downtempo que Piatkowski descreveu como "sombria e reflexiva". Inspirada pela ansiedade de morte, Trainor contempla passar seus últimos momentos com o marido após viver uma vida longa: "Se eu pudesse, faria tudo de novo." A faixa "Mother", da edição deluxe, é influenciada pelo doo-wop e sampleia o single de 1954 dos Chordettes, "Mr. Sandman". Na canção, Trainor se dirige aos homens que desconsideram suas opiniões, pedindo para que parem de "Mansplaining" e a escutem. Esta edição também inclui as faixas "Special Delivery" com Max, "Grow Up, e um remix de "Made You Look" com Kim Petras.

## Lançamento e promoção
Em 11 de maio de 2022, Trainor publicou um episódio dedicado ao processo de criação do álbum, intitulado "Workin' on Making an Album", em seu podcast Workin on It. Em 22 de junho de 2022, a Rolling Stone anunciou que o álbum, intitulado Takin' It Back, seria lançado em 21 de outubro de 2022, e Trainor compartilhou sua capa oficial nas redes sociais. "Bad for Me" foi lançada como o single principal dois dias depois. A música alcançou o top 30 nas paradas de rádio Adult Contemporary e Adult Top 40 dos EUA e entrou nas paradas de vendas digitais no Canadá e no Reino Unido. Trainor e Teddy Swims a apresentaram no Jimmy Kimmel Live! e no The Late Late Show with James Corden no verão de 2022. O segundo single, "Made You Look", foi lançado nas estações de rádio hot adult contemporary dos EUA em 31 de outubro de 2022. A música viralizou no TikTok, alcançou a 11ª posição na Billboard Hot 100 dos EUA, tornando-se a primeira música de Trainor a entrar no top 20 desde 2016, e chegou ao top 10 em outros países, incluindo Austrália, Canadá, Nova Zelândia e o Reino Unido.
Em 21 de outubro de 2022, Trainor se apresentou com "Bad for Me", "Don't I Make It Look Easy" e "Made You Look" no The Today Show. Ela reprisou "Made You Look" no The Tonight Show Starring Jimmy Fallon, em The Wonderful World of Disney: Magical Holiday Celebration, no The Drew Barrymore Show e no Australian Idol.  A edição deluxe do álbum foi lançada em 10 de março de 2023. Seu single principal, "Mother", foi enviado para as estações de rádio hot adult contemporary dos EUA em 27 de março de 2023 e alcançou o top 40 na Irlanda e no Reino Unido. O videoclipe da música conta com a participação de Kris Jenner.

## Recepção da crítica
| Críticas profissionais | Críticas profissionais |
| Pontuações agregadas   | Pontuações agregadas   |
| Fonte                  | Avaliação              |
| ---------------------- | ---------------------- |
| AOTY                   | 70/100                 |
| Avaliações da crítica  |                        |
| Fonte                  | Avaliação              |
| AllMusic               | [ 19 ]                 |
| PopMatters             | 7/10                   |

De acordo com Martina Inchingolo, da Associated Press, Takin' It Back apresenta uma versão mais adulta de Trainor, mostrando seu crescimento desde o casamento e a maternidade; Inchingolo descreveu o álbum como uma "sessão de terapia edificante" e uma "flutuação de gêneros e sentimentos" que fazia o ouvinte se sentir menos solitário. Max Akass, da Renowned for Sound, considerou o álbum o "mais completo de Trainor até hoje" e apreciou sua intenção de assumir mais poder sobre sua carreira após ser controlada em lançamentos anteriores. Ele acreditou que Trainor se aventurou em novos territórios musicais, levando sua música a "lugares mais interessantes". Piatkowski achou que Takin' It Back refletia a confiança que Trainor havia adquirido ao se tornar uma "grande estrela pop" e acreditou ser impreciso rotulá-lo como uma repetição de seu álbum de estreia. Ele escreveu que o álbum não constituiu um retorno definitivo às suas raízes, com algumas de suas partes mais cativantes soando fracas e leves "a ponto de serem como algodão doce", mas que suas baladas eram mais significativas e os pontos altos do álbum.
Erlewine escreveu que Takin' It Back não era necessariamente um álbum pop inovador, já que o compromisso de Trainor com a ideia de reviver o espírito de Title "significa que a atitude e a melodia podem ocasionalmente parecer preservadas em âmbar", mas que, no geral, o álbum demonstrava efetivamente seu talento para criar ganchos e seu flair para o teatro musical.. Piper Westrom, do Riff, opinou que o álbum "em grande parte se mantém no que [Trainor] conhece" e não surpreenderia os fãs de seu trabalho anterior, "checando todas as caixas para os ouvintes e fazendo um álbum pop sólido".

## Desempenho Comercial
Takin' It Back foi o álbum de maior sucesso de Trainor nas paradas desde seu segundo álbum de estúdio com grande gravadora, Thank You (2016), em alguns países. Nos EUA, o álbum estreou na posição 16 na Billboard 200. O álbum estreou na posição 21 e permaneceu por 20 semanas na Canadian Albums Chart, mostrando uma melhora em relação aos dois álbuns anteriores de Trainor, que ficaram apenas duas semanas nas paradas. Ele alcançou a posição 30 na Austrália e a posição 67 no Reino Unido. Takin' It Back também alcançou a posição 12 na Noruega e a posição 19 na Holanda, tornando-se o álbum de maior pico de Trainor nesses países desde Title. O álbum chegou à posição 37 na Dinamarca, 82 na Espanha, 98 na Suíça e 99 na Irlanda. Recebeu uma certificação de ouro no Brasil.

## Lista de faixas
| Takin' It Back – Edição padrão |                                                            |                                  |         |  |
| N.º                            | Título                                                     | Produtor(es)                     | Duração |  |
| 1.                             | "Sensitive" (com Scott Hoying)                             | M. Trainor                       | 2:58    |  |
| 2.                             | "Made You Look"                                            | Vindver                          | 2:14    |  |
| 3.                             | "Takin' It Back"                                           | Vindver J. Trainor               | 2:21    |  |
| 4.                             | "Don't I Make It Look Easy"                                | Vindver                          | 2:34    |  |
| 5.                             | "Shook"                                                    | Stone                            | 2:23    |  |
| 6.                             | "Bad for Me" (com Teddy Swims)                             | Vindver Stint [a]                | 3:33    |  |
| 7.                             | "Superwoman"                                               | M. Trainor J. Trainor            | 2:25    |  |
| 8.                             | "Rainbow"                                                  | Geiger Afterhrs Stone            | 3:21    |  |
| 9.                             | "Breezy" (com Theron Theron)                               | Vindver Stone                    | 3:04    |  |
| 10.                            | "Mama Wanna Mambo" (com Natti Natasha and Arturo Sandoval) | Vindver Rafa                     | 2:56    |  |
| 11.                            | "Drama Queen"                                              | Vindver                          | 3:08    |  |
| 12.                            | "While You're Young"                                       | Kid Harpoon Johnson              | 2:30    |  |
| 13.                            | "Lucky"                                                    | Stone J. Trainor [a] Vindver [a] | 3:08    |  |
| 14.                            | "Dance About It"                                           | J. Trainor                       | 3:16    |  |
| 15.                            | "Remind Me"                                                | Vindver                          | 3:20    |  |
| 16.                            | "Final Breath"                                             | Kid Harpoon Johnson M. Trainor   | 2:25    |  |
| Duração total:                 | Duração total:                                             | Duração total:                   | 45:36   |  |

| Takin' It Back –Edição Deluxe |                                                            |                                  |         |  |
| N.º                           | Título                                                     | Produtor(es)                     | Duração |  |
| 1.                            | "Mother"                                                   | Stone                            | 2:27    |  |
| 2.                            | "Don't I Make It Look Easy"                                | Vindver                          | 2:34    |  |
| 3.                            | "Made You Look"                                            | Vindver                          | 2:14    |  |
| 4.                            | "Shook"                                                    | Stone                            | 2:23    |  |
| 5.                            | "Takin' It Back"                                           | Vindver J. Trainor               | 2:21    |  |
| 6.                            | "Special Delivery" (com Max)                               | Vindver                          | 3:04    |  |
| 7.                            | "Bad for Me" (com Teddy Swims)                             | Vindver Stint [a]                | 3:33    |  |
| 8.                            | "Superwoman"                                               | M. Trainor J. Trainor            | 2:25    |  |
| 9.                            | "Rainbow"                                                  | Geiger Afterhrs Stone            | 3:21    |  |
| 10.                           | "Breezy" (com Theron Theron)                               | Vindver Stone                    | 3:04    |  |
| 11.                           | "Mama Wanna Mambo" (com Natti Natasha and Arturo Sandoval) | Vindver Rafa                     | 2:56    |  |
| 12.                           | "Dance About It"                                           | J. Trainor                       | 3:16    |  |
| 13.                           | "While You're Young"                                       | Kid Harpoon Johnson              | 2:30    |  |
| 14.                           | "Sensitive" (com Scott Hoying)                             | M. Trainor                       | 2:58    |  |
| 15.                           | "Drama Queen"                                              | Vindver                          | 3:08    |  |
| 16.                           | "Lucky"                                                    | Stone J. Trainor [a] Vindver [a] | 3:08    |  |
| 17.                           | "Grow Up"                                                  | Stone                            | 2:56    |  |
| 18.                           | "Remind Me"                                                | Vindver                          | 3:20    |  |
| 19.                           | "Made You Look" (com Kim Petras)                           | Vindver                          | 2:27    |  |
| 20.                           | "Final Breath"                                             | Kid Harpoon Johnson M. Trainor   | 2:25    |  |
| Duração total:                | Duração total:                                             | Duração total:                   | 56:38   |  |

Notas
- ↑[a]  significa um produtor adicional
- “Remind Me” só está incluída nos lançamentos digitais e na edição normal dos CDs Target do álbum.[14]

## Equipe de Faixas

### Músicos
Os créditos foram adaptados das notas de rodapé do álbum “Takin' It Back”.
- Meghan Trainor – vocais principais, vocais de fundo (todas as faixas); arranjo vocal (1, 6), programação (7, 16), teclados (13), piano (16)
- Scott Hoying – vocais de fundo (1, 6, 8), arranjo vocal (1, 6)
- Federico Vindver – teclados (2, 3, 6, 9, 11, 14), programação (2–4, 6, 9, 11, 13, 14); bateria, percussão (2); guitarra (3, 4, 6, 11, 13, 14), baixo (6), piano (6, 8, 11, 14), vocais de fundo (10)
- Jesse McGinty – saxofone barítono, trombone (2)
- Mike Cordone – trompete (2)
- Guillermo Vadalá – baixo (3, 4, 9, 11)
- Drew Taubenfeld – guitarra elétrica (3), guitarra acústica (7), guitarra (11, 13)
- Justin Trainor – vocais de fundo (3, 5, 6, 10–12), teclados (3), programação (3, 7, 13, 14)
- Tristan Hurd – trompete (3, 12, 14)
- Kiel Feher – bateria (4)
- Andrew Synowiec – guitarra (4)
- Daryl Sabara – vocais de fundo (5, 6, 10, 11, 13)
- Chris Pepe – vocais de fundo (5, 13)
- Gian Stone – vocais de fundo (5, 10, 13), programação (5, 9, 13), baixo (8, 13); guitarra, teclados (13)
- Ryan Trainor – vocais de fundo (5, 10, 14)
- Sean Douglas – vocais de fundo (5, 10, 11, 13), teclados (13)
- Ivan Jackson – trompete (5), metais (9, 13)
- Teddy Swims – vocais principais, vocais de fundo (6)
- Ajay Bhattacharyya – vocais de fundo (6)
- Isaiah Gage – cordas (7)
- Ian Franzino – vocais de fundo, programação (8)
- Andrew Haas – vocais de fundo, guitarra, piano, programação (8)
- Teddy Geiger – vocais de fundo, guitarra, piano, programação (8)
- The Regiment – metais (8)
- Kurt Thum – órgão (8, 9)
- John Arndt – piano (8)
- Theron Thomas – vocais principais (9)
- Brian Letiecq – guitarra (9)
- Morgan Price – metais (9, 13)
- Angel Torres – saxofone alto (10)
- Ramon Sanchez – arranjo (10)
- Natti Natasha – vocais principais, vocais de fundo (10)
- Sammy Vélez – saxofone barítono (10)
- Pedro Pérez – baixo (10)
- Pedro "Pete" Perignon – bongôs (10)
- William "Kachiro" Thompson – congas (10)
- Josué Urbiba – saxofone tenor (10)
- Jean Carlos Camuñas – timbales (10)
- Lester Pérez – trombone (10)
- Anthony Rosado – trombone (10)
- Jésus Alonso – trompete (10)
- Arturo Sandoval – trompete (10)
- Luis Angel Figueroa – trompete (10)
- Kid Harpoon – programação (12, 16); guitarra acústica, baixo, guitarra elétrica, piano, sintetizador (12)
- Aaron Sterling]– bateria (12)
- Tyler Johnson – programação (12, 16), teclados (12)
- Cole Kamen-Green – trompete (12)
- Greg Wieczorek – bateria (13)
- Ben Rice  – guitarra, teclados (13)

### Técnico
- Randy Merrill – masterização
- Meghan Trainor – mixagem (1, 7, 14), engenharia (1), produção vocal (todas as faixas)
- Justin Trainor – mixagem (1, 7, 14), engenharia (1–14, 16)
- Jeremie Inhaber – mixagem (2, 3, 5, 6, 10, 11, 13, 14)
- Josh Gudwin – mixagem (4)
- Gian Stone – mixagem (8), engenharia (5, 8, 9, 13), produção vocal (5, 9, 13)
- Kevin Davis – mixagem (9)
- Spike Stent – mixagem (12)
- Federico Vindver – engenharia (2–4, 6, 9–11, 14), produção vocal (4, 10, 14)
- Peter Hanaman – engenharia (4, 14)
- Ian Franzino – engenharia (8)
- Andrew Haas – engenharia (8)
- Chad Copelin – engenharia (8)
- Carlitos Vélasquez – engenharia (10)
- Jeremy Hatcher – engenharia (12, 16)
- Brian Rajaratnam – engenharia (12, 16)
- Scott Hoying – produção vocal (6)
- Heidi Wang – assistência de engenharia (4)
- Matt Wolach – assistência de engenharia (12, 16)